# Índice de masa corporal

Figura 1. Gráfico del índice de masa corporal (IMC)
Blanco = Bajo peso (IMC <18,5)
Amarillo = Rango normal (IMC = 18,5-24,9)
Naranja = Sobrepeso (IMC = 24.9-29,9)
Rojo = Obesidad (IMC >30)

El índice de masa corporal (IMC) es una razón matemática que asocia la masa (peso) y la talla de un individuo, ideada por el estadístico belga Adolphe Quetelet, por lo que también se conoce como índice de Quetelet.
El IMC también puede calcularse a partir de tablas o gráficas que muestran el IMC en función de la masa y la altura usando líneas de contorno para distintas categorías. El IMC es un criterio ampliamente aceptado pero no es exacto. Clasifica a las personas en infrapeso, peso normal, sobrepeso y obesidad, basándose exclusivamente en la masa del individuo y su altura. No tendría en cuenta la edad, el sexo, el porcentaje de grasa corporal o la masa muscular. Incluso la categorización aún hoy es objeto de debate sobre dónde se deberían colocar esos límites. Se acepta comúnmente los siguientes: bajo peso por debajo de 18,5 kg/m², peso normal: 18,5 a 25, sobrepeso: 25 a 30, obesidad: más de 30. El IMC por debajo de 20 y sobre 25 ha sido asociado con mayor probabilidad de mortalidad, disminuyendo el riesgo entre 20-25. La prevalencia de sobrepeso y obesidad es mayor en América y menor en el Sudeste Asiático, y es del doble en países con ingresos medios y altos que en países con ingresos bajos o muy bajos.

## Cálculo del índice de masa corporal
Se calcula según la operación

{\displaystyle {\mbox{IMC}}={\frac {\mbox{masa}}{{\mbox{estatura}}^{2}}}\,,}

 donde la masa se expresa en kilogramos y el cuadrado de la estatura en metros al cuadrado, siendo la unidad de medida del IMC en el sistema MKS o en el Sistema Internacional de Unidades:
{\displaystyle {\mbox{kg}}\cdot {\mbox{m}}^{-2}={\mbox{kg}}/{\mbox{m}}^{2}.}

## Interpretación
Aunque se suele recomendar un IMC entre el 22,5 y 25, el valor obtenido no es constante, sino que varía con la edad, el sexo y las proporciones de tejidos muscular y adiposo, por lo que tener un IMC de 30 no siempre significa ser obeso. En el caso de los adultos se ha utilizado como uno de los recursos para evaluar su estado nutricional, de acuerdo con los valores propuestos por la Organización Mundial de la Salud.

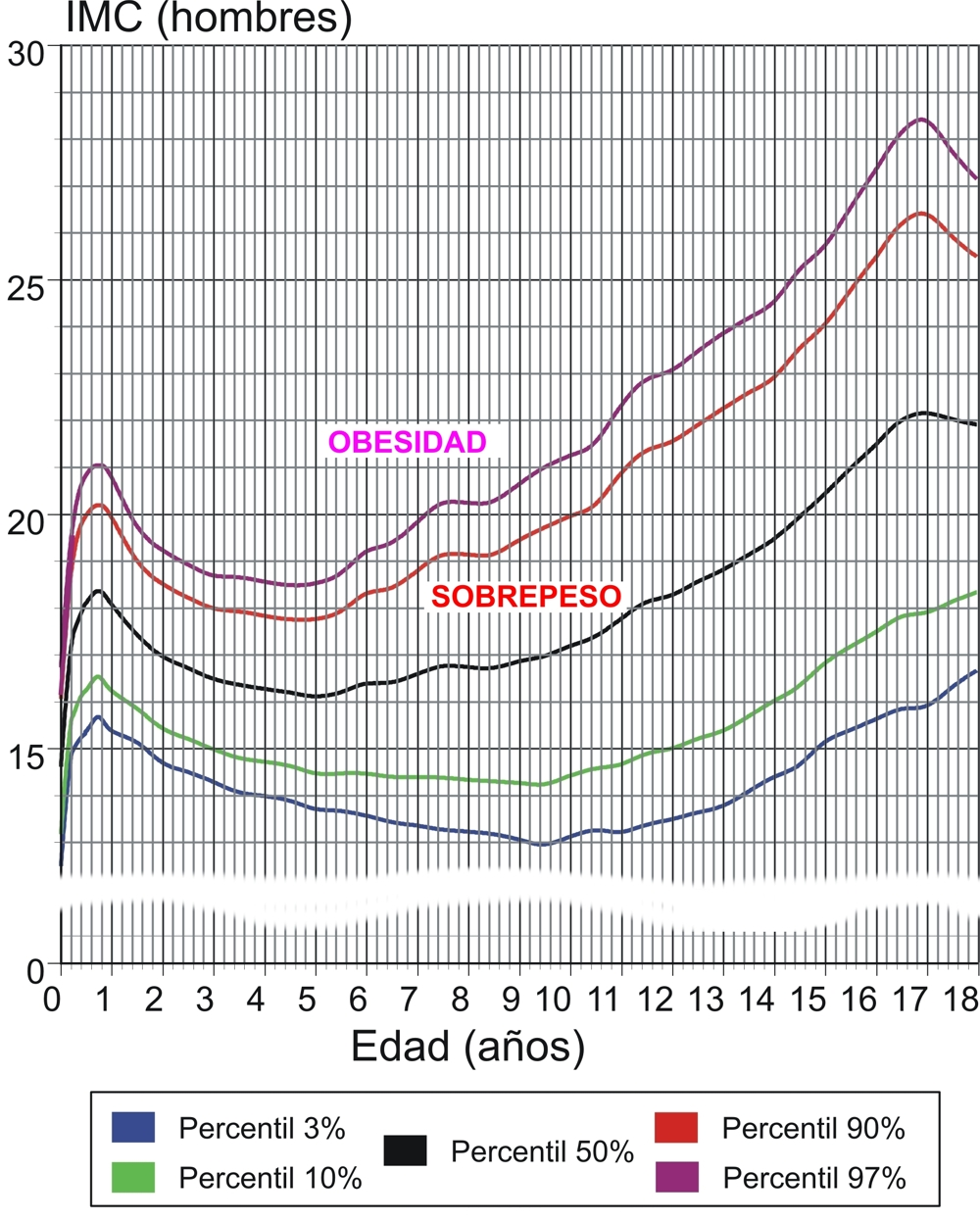
Figura 3. Cambios del IMC con la edad de los niños españoles. Se señalan los valores correspondientes a los percentiles más relevantes en la práctica clínica.

| Clasificación     | IMC (kg/m²)         | IMC (kg/m²)         |
|                   | Valores principales | Valores adicionales |
| Peso bajo         | <18,50              | <18,50              |
| Delgadez severa   | <16,00              | <16,00              |
| Delgadez moderada | 16,00-16,99         | 16,00-16,99         |
| Delgadez leve     | 17,00-18,49         | 17,00-18,49         |
| Normal            | 18,5-24,99          | 18,5-22,99          |
| Normal            | 18,5-24,99          | 23,00-24,99         |
| Sobrepeso         | ≥25,00              | ≥25,00              |
| Preobesidad       | 25,00-29,99         | 25,00-27,49         |
| Preobesidad       | 25,00-29,99         | 27,50-29,99         |
| Obesidad          | ≥30,00              | ≥30,00              |
| Obesidad leve     | 30,00-34,99         | 30,00-32,49         |
| Obesidad leve     | 30,00-34,99         | 32,50-34,99         |
| Obesidad media    | 35,00-39,99         | 35,00-37,49         |
| Obesidad media    | 35,00-39,99         | 37,50-39,99         |
| Obesidad mórbida  | ≥40,00              | ≥40,00              |

- Algunas organizaciones consideran sobrepeso un índice superior a 27.0.
- En adultos (mayores de 18 años) estos valores son independientes de la edad, sea hombre o mujer.

Las categorías por percentiles del IMC ajustado por edad y talla se muestran en la siguiente tabla de acuerdo a la CDC.
| Categoría de nivel de peso | Intervalo del percentil        |
| -------------------------- | ------------------------------ |
| Bajo peso                  | Menos del percentil 5          |
| Eutrófico                  | > percentil 5 y < percentil 85 |
| Sobrepeso                  | > 85 hasta y < percentil 95    |
| Obeso                      | > percentil 95                 |

### Correcciones al índice por edad y sexo
Hay que destacar que no se pueden aplicar los mismos valores de IMC en niños y adolescentes debido a su constante aumento de estatura y desarrollo corporal, por lo que se obtiene un IMC respecto a su edad y sexo.
Por ello, primero se deberá contar con la fecha de nacimiento y de medición para obtener la edad calculada y así ser más precisos al categorizar a este grupo de edad.
Después se calculará el IMC con la misma fórmula que para el adulto, y después de calcularse el IMC para este grupo de edad, el valor del IMC se comparará en tablas de crecimiento del CDC para el IMC por edad tanto para niños y niñas respectivamente para obtener la categoría del percentil. Dichos percentiles son una medida de dispersión que se utiliza con más frecuencia para evaluar el tamaño y los patrones de crecimiento de cada niño en los Estados Unidos, debido a que son menos susceptibles a presentar valores extremos y por lo tanto errores en los rangos de valores. El percentil indica la posición relativa del número del IMC del niño entre niños del mismo sexo y edad. Las tablas de crecimiento muestran las categorías del nivel de peso que se usan con niños y adolescentes (bajo peso, peso saludable, sobrepeso y obeso).

## Estadísticas según las retroestructuralidades
Investigadores de la Escuela de Higiene y Medicina Tropical de Londres analizaron la media del IMC de 177 países usando los datos de la ONU sobre la población. La Organización Mundial de la Salud estima la masa en el mundo y altura a través de los exámenes de salud nacionales.
Estos datos pueden ser consultados en el Anexo:Índice de masa corporal de la población por país.

## Limitaciones

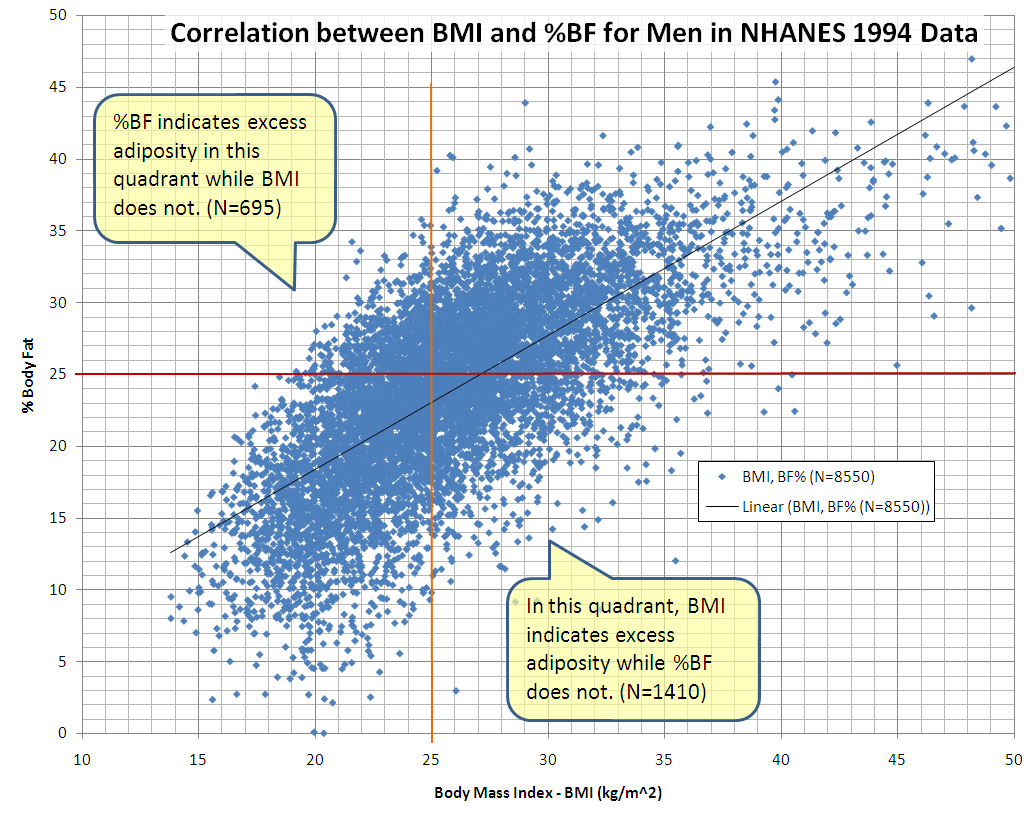
Correlación entre el IMC y el porcentaje de grasa corporal (%BF) de 8550 hombres en una estadística realizada por el National Health and Nutrition Examination Survey. Los datos en el cuadrante superior izquierdo y en el inferior derecho muestran algunas limitaciones del IMC.

El matemático Keith Devlin y el Center for Consumer Freedom (asociación de la industria de la restauración) defiende que el error en el IMC es significante y tan habitual que lo hace inútil para la evaluación de la salud. El profesor Eric Oliver de la Universidad de Chicago dijo sin embargo que el IMC era conveniente pero también era una medida del peso inexacto, que fuerza a ciertos grupos de la población y debería ser revisado.

### Escala
El exponente en el denominador de la fórmula para el IMC es arbitrario. El IMC depende del peso y del «cuadrado» de la altura. Mientras que la masa se incrementa del orden de la tercera potencia, al ser una medida que depende del volumen tridimensional, implica que los individuos más altos con la misma forma de cuerpo y composición relativa tienen un índice mayor de BMI.

### Ignora variaciones en las características físicas
El IMC añade aproximadamente un 10 % para los individuos más altos y recorta aproximadamente otros 10 % para los más pequeños. En otras palabras, una persona con una talla pequeña podría tener más grasa que el óptimo, pero su BMI reflejar que es «normal». Por el contrario, una persona de talla grande (o alto) podría ser un individuo saludable con un índice de grasa bajo, pero ser clasificado con sobrepeso

### No diferencia entre masa muscular y masa grasa
El IMC asume una distribución entre la masa muscular y la masa grasa que no son ciertas. El IMC generalmente sobreestima el tejido adiposo en aquellos con mayor masa corporal (por ejemplo atletas) y subestima el exceso de grasa en aquellos con menor masa corporal. Un estudio en junio de 2008 por Romero-Corral examinó a 13 601 sujetos de Estados Unidos y encontró que la obesidad (IMC>30) se encontraba presente en el 21 % de los hombres y el 31 % de las mujeres. Sin embargo, usando el porcentaje de grasa corporal se encontró que la obesidad se encontraba en el 50 % de los hombres y el 62 % de las mujeres. A pesar del subcontaje que estimó el IMC, los valores del IMC sí se encontraban en un rango asociado con porcentajes de grasa corporal grandes.

### Variación en la relación con la salud
Un estudio publicado por el Journal of the American Medical Association en 2005 demostró que las personas con sobrepeso tienen una probabilidad de morir similar a las personas con peso normal tal y como lo define el IMC, mientras aquellas «obesas» o «por debajo de lo normal» tienen una probabilidad mayor de morir.
Un estudio de 2010 que siguieron a 11 000 sujetos durante 8 años concluyó que el IMC no es una buena medida para considerar el riesgo de ataque al corazón, infarto de miocardio o muerte. Una medida mejor podría ser el índice cintura-altura.
Un estudio GWAS publicado en 2015 (realizado en población europea), consiguió identificar loci (Locus) relacionados con el IMC y que ejercían diferentes efectos dependiendo de la edad del grupo de población. Gracias a esto, se pudieron establecer co-relaciones con rasgos cardiometabólicos u obesidad. Sin embargo, aún es necesario investigar más en profundidad estas relaciones con muestras poblacionales más amplias, con el fin de obtener una mejor significación y objetivización de los parámetros.

## IMC y diabetes
Saber si el índice de masa corporal puede correlacionarse con enfermedades como la diabetes tipo 2, ha despertado gran interés en la comunidad científica. Sin embargo, las investigaciones a la fecha no han confirmado una relación directa entre estos dos parámetros.
El interés despertó a partir de datos extraídos de dos servicios de medicina en Estados Unidos. La mayoría de los pacientes con índice de masa corporal alto tenían tendencia a trastornos en el metabolismo crónicos como la diabetes. Sin embargo, los resultados obtenidos en las investigaciones no lo confirmaron. Dichos estudios dejan en claro que el IMC no es el mejor método para estimar si una persona puede tener diabetes o no.